# Luz Aurora Pimentel
Luz Aurora Pimentel Anduiza es una profesora e investigadora mexicana, teórica literaria y profesora emérita de la Facultad de Filosofía y Letras de la Universidad Nacional Autónoma de México (UNAM) Sus investigaciones sobre teoría literaria y literatura comparada, concretamente sobre la metáfora, la narrativa y la ficción, tienen relevancia en México y en otros países, como en EUA.

## Biografía
Concluyó la licenciatura en Letras Inglesas por la UNAM, y obtuvo posteriormente un diploma de posgrado por la Universidad de Nottingham. Cursó una maestría en literatura Anglo-Irlandesa en la Universidad de Leeds donde logró el grado con mención honorífica. Logró otra maestría y el doctorado en Literatura Comparada en la Universidad de Harvard.
Inició como profesora en la Escuela Nacional Preparatoria de la UNAM en 1965, luego en el Centro de Estudios de Lenguas Extranjeras en 1968 y el año siguiente se integró a la Facultad de Filosofía y Letras, en donde actualmente es Profesora Emérita.
Ha sido miembro del Sistema Nacional de Investigadores (SNI) desde 1985. Actualmente es Investigadora Nacional Emérita.
Participó en el proyecto The Latin American Literary History Project (Proyecto de Historia de la Literatura Hispanoamericano) promovido por la Asociación Internacional de Literatura Comparada, en 1996 y con sede en Canadá. Fue parte del Coordinating Committee for Comparative Literary History de la Asociación Internacional de Literatura Comparada de 1998 a 2007.

## Obras

### Libros
- 1990 - Metaphoric Narration: Paranarrative Dimensions in A la recherche du temps perdu.
- 1998 - El relato en perspectiva: estudio de teoría narrativa.
- 2001 - El espacio en la ficción/ficciones espaciales: la representación del espacio en los textos narrativos (Siglo XXI-UNAM)[4]

### Artículos académicos
- "Las rutas de la culpa del poder y de la muerte en el Ulises, de James Joyce". Anuario de Letras Modernas 13, 2008, 73-94.
- "Visión autoral / visión figural: una mirada desde la narratología y la fenomenología". Acta Poética 27-1, Primavera, 2006, 247-271.
- "De triángulos, vértigos y espejos: Los autores, el texto, los lectores en el Quijote de 1605, de María Stoopen. Anuario de Letras Modernas 12, 2005, 284-287.
- "Homosexualidad e intertextualidad en los amores del Barón de Charlus". La Palabra y el Hombre. Revista de la Universidad Veracruzana, Nº 132, (octubre-diciembre, 2004), 149-167.
- "Los parajes de la conciencia en Middlemarch, de George Eliot". Discurso. Teoría y Análisis 25, (primavera, 2004), 11-42.
- "Ecfrasis y lecturas iconotextuales". Poligrafías. Revista de Literatura Comparada 4 (2003), 205-215.
- "Ekphrasis and Cultural Discourse: Coatlicue in Descriptive and Analytic Texts". Neohelicon. Acta Comparationis Literarum Universarum XXX (2003) 1, 61-75.
- "La voz y la mirada (teoría y análisis de la enunciación literaria), de María Isabel Filinich". Signa. Revista de la asociación española de semiótica 7 (1998), 387-92.
- "Aline Pettersson, Colores y sombras. Tres novelas". Anuario de Letras Modernas 9 (1998-1999), 233-242.
- "La sombra de las muchachas en flor". Anuario de Letras Modernas 9 (1998-1999), 65-108.
- "El espacio de la conciencia en Mrs. Dalloway". La experiencia literaria 6-7, (marzo, 1997), 53-69.
- "Configuraciones descriptivas: articulaciones simbólicas e ideológicas en la narrativa de ficción." Poligrafías. Revista de Literatura Comparada 1 (1996), pp. 105-120.
- "Universos poéticos en 'complicación'. Un encuentro entre filosofía y crítica literaria". Anuario de Letras Modernas 7 (1995-1996), 155-164.
- Los avatares de Salomé". Anuario de Letras Modernas 6 (1993-1994), 37-67.
- "Tematología y transtextualidad". Nueva Revista de Filología Hispánica, Tomo XLI, núm. 1 (1993), 215-229.
- "Los estragos del esplín: Julio Herrera y Reissig y la poesía francesa del siglo XIX". La experiencia literaria, (Invierno 1993-1994), 59-65.
- "'Los caminos de la eternidad'. El valor simbólico del espacio en Pedro Páramo". Revista Canadiense de Estudios Hispánicos, Vol. XVI, 2 (invierno, 1992), 267-91.
- "La dimensión icónica de los elementos constitutivos de una descripción". Morphé 6 (enero-junio, 1992), 109-144.
- "Lecturas ideológicas de la realidad. Proust y la Primera Guerra Mundial" Anuario de Letras Modernas 5 (1991-1992), 67-88.
- "Sobre la lectura", Acta Poética 11 (otoño, 1990), 49-80.
- "¿Qué es la literatura comparada y cómo se puede usar en la enseñanza de la literatura?" Anuario de Letras Modernas, 4 (1988-1990), 91-108.
- "El árbol en Paradiso: la metáfora y su doble". Nueva Revista de Filología Hispánica, tomo XXXV, núm. 2. (1987), 503-13.
- "Descripción y configuraciones descriptivas". Acta Poética 8 (1987), 41-68.
- "El espacio en el discurso narrativo". Morphé 1 (1986), 115-128.
- "Relaciones transtextuales y producción de sentido en el Ulises, de James Joyce". Acta Poética 4 (1986), 81-108.
- The Precise Music of the Imprecise: the Influence of Verlaine in Joyce's Poetry". Anuario de Letras Modernas 2 (1986), 189-205.
- "Realidad prismática en el Quijote y el Ulises". Anuario de Letras Modernas 1 (1983-1985), 121-140.
- "El espacio como metáfora del infinito en dos cuentos de Borges". Thesis 11 (octubre, 1981).
- "The Perception of Reality as an Act of Reading: An Examination of One Aspect in the Art of Proust and Joyce". Comparative Literature Studies, vol. XVII, 4 (diciembre, 1980), 447-457.
- "Tiempo y significado en Macbeth". Thesis 2 (julio, 1979), 48-56.[5]